# جبال رودوب
جبال رودوب (بالبلغارية: Родопи)‏ (باليونانية: Ροδόπη)‏ هي سلسلة جبال تَقع في جنوب شرق أوروبا، ويوجد بِنسبة 83% من مساحة الجبل في بلغاريا والباقي في اليونان. وأعلى قمة فيها هي قِمة غوليام بيريلك بارتفاع (2,191 م). وهو سابع أعلى جبل في بلغاريا. تمتاز الجبال بالكارست، والوديان العميقة على ضِفاف النهر، والكهوف الكبيرة، وخانق تريغراد.
يَقع جُزء كبير من الموارد المائية في بلغاريا بالجزء الغربي من السلسلة الجبلية. وهناك عدد من الشلالات المائية والسُدود المُستخدمة لإنتاج الكهرباء، والري، والوجهات السياحية. ويَملك رودوب إرث ثَقافي غَني، من آثار تراقية، وقلاع من القرون الوسطى والكنائس والأديرة، والقُرى الخلابة ذات الهندسة المعمارية البلغارية التَقليدية مُنذ القرن التاسع عشر.

## التسمية
يأتي أصل تسمية رودوب من أصول تراقية. ويَنقَسم الاسم إلى رود-بي (Род-oпа) ومعناها «النهر الصدأ أو المُحمر». ومن خلال نصوص الشاعر أوفيد والمؤرخ فلوطرخس حول أسطورة عن جبال رودوب والبلقان أن «رودوبي وهيموس كانا أخ وأخت، بدأ وجود رغبة لبعضهم البعض، حيث كان هيموس يَدعوها بهيرا، ورودوبي كانت تدعوه بالحبيب زيوس. فشَعرت الآلهة بالإهانة وقررت تحويلها إلى جبال مُتجانسة اللفظ».

## الجغرافيا
شكلياء الأرض في رودوب هي جزء من الكتلة الصخرية ريلو-رودوب، والتي هي أقدم كتلة صخرية في شبه جزيرة البلقان. جبال رودوب تَمتد على مساحة 14,735 كم²، منها 12,233 كم² داخل الأراضي البلغارية. تُعتبر أكبر سلسلة جبال مساحة في بلغاريا. ويَمتد طولها على 240 كم، وعَرضها من 100 إلى 120 كم، ومتوسط إرتفاعها 785 م. إلى الشمال من المُنحدرات الجبلية تنحدر بشكل حاد نحو السَّهل التراقي العالي.